# Кајл Брофловски
Кајл Матеј Брофловски (енгл. Kyle Matthew Broflovski) јесте измишљени лик из цртане серије Саут Парк. Јеврејског је порекла. У цртаном филму, Кајл је у сталној свађи са Картманом, јер Картман непрестано покушава да „обрише“ Јевреје из света, од Мел Гибсоновог филма "The Passion of Jesus", па до Ноћи вештица у Колораду. Најбољи другови су му Стен и Кени, а по његовом мишљењу највећа будала на свету је Картман. Отац му је адвокат, а мајка домаћица. Има млађег брата, Ајка Брофловскија, који је пореклом Канађанин.